# Beach Soccer Terracina
Il Terracina Beach Soccer Club è una squadra italiana di beach soccer di Terracina, che milita in Serie A. 

## Storia
Il Terranova Terracina Beach Soccer è stata la prima squadra di Beach Soccer Italiana. Nata nel 1999, quando la Ventaclub Events decise di promuovere questa nuova disciplina anche in Italia organizzando il primo campionato nazionale che si svolgeva in forma itinerante sulle più belle spiagge d'Italia. Fu allora che un gruppo di amici, spinti della passione per il calcio sulla sabbia, che a Terracina si giocava sin dalla fine degli anni '70 sia pure con regole totalmente diverse, che decisero di iniziare a praticare il beach soccer. Fondata nel 1999, Il "Terranova" Terracina fu trasformata in A.S.D. nel 2002, grazie anche a Carlo Guarnieri, diventando anche la prima associazione sportiva dilettantistica italiana che aveva per oggetto la diffusione del beach soccer. Vinse i primi titoli nel 2003 anche se non viene considerato in quanto fino al 2003 il torneo di Beach soccer era in forma privata. Nel 2011 il Terranova Terracina Beach Soccer sotto lo sponsor Feragnoli ha assunto la denominazione di Feragnoli Terracina Beach Soccer e sotto la guida tecnica di Emiliano del Duca, il 3 luglio 2011 si è aggiudicata la Coppa Italia vincendo con il Catania Beach Soccer per 5-2. Il 28 luglio 2011 vince il Campionato nella finale contro il Colosseum per 6-4 ed il 29 luglio 2011 vince anche la Supercoppa Italiana battendo i rivali storici del Milano Beach Soccer centrando così una storica tripletta e finendo le competizioni ufficiali imbattuta con 16 vittorie su 16 incontri disputati.
Il 3 febbraio 2012 si conclude il rapporto di sponsorizzazione con la famiglia Feragnoli. La stagione 2012 comincia come di consueto con la Coppa Italia dove però il Terracina si arrende in semifinale contro i padroni di casa del Viareggio dopo aver battuto l'Alma Juventus Fano per 6-2 e Belpassese per 9-4. La squadra pontina comincia benissimo in campionato battendo rispettivamente il Canalicchio, e il Lamezia Terme per 14-6 e 9-2 nella prima tappa del girone Sud svolta a Terracina. L'11 agosto 2012 si qualifica per le finali per l'assegnazione del titolo nazionale dopo aver battuto per 4-2 Catanzaro nella tappa di Catania con una partita ancora da disputare. Il 17 agosto 2012 conquista la sua seconda Supercoppa Italiana battendo i rivali del Catania Beach Soccer per 7-3 nel Beach Arena di Terracina. Il 18 agosto 2012 iniziano le Final Eight e nei quarti il Terracina batte agevolmente la Sambenedettese Beach Soccer per 7-3 e il giorno dopo i tigrotti raggiungono la finale battendo il Colosseum Beach Soccer dell'ex Roberto Pasquali per 6-4. Il 19 agosto 2012 il Terracina si laurea per la seconda volta consecutiva campione d'Italia battendo il Viareggio per 7-4 e il 9 agosto 2015 si conferma per la terza volta battendo di nuovo il Viareggio Beach Soccer con lo stesso punteggio di 7-4. Con questo risultato Il Terracina Beach Soccer diventa la squadra più titolata d'Italia con 9 titoli assieme al Milano Beach Soccer.
L'8 luglio 2018 perde la finale di Coppa Italia (6-4) contro il Catania Beach Soccer. L'8 agosto 2019 vince la quarta Supercoppa Italiana battendo il Catania 3-2 ai rigori.

## Cronistoria
- 2025 Campionato di Serie A Poule Promozione (in corso)

6° in Coppa Italia

## Palmarès

### Competizioni nazionali
- Campionato di Serie A: 3

2011, 2012, 2015
- Coppa Italia: 3

2011, 2014, 2015
- Supercoppa italiana: 4

2011, 2012, 2013, 2019